# Martin Boyle
Martin Boyle (* 25. April 1993 in Aberdeen) ist ein schottisch-australischer Fußballspieler, der bei Hibernian Edinburgh in der Scottish Premiership spielt.

## Karriere

### Verein
Martin Boyle wurde in der schottischen Stadt Aberdeen geboren. Er begann seine Karriere zunächst bei Lewis United, bevor er in der Jugend des FC Montrose spielte. Sein Debüt als Profi gab er als 16-Jähriger im Februar 2010 im schottischen Pokal gegen Hibernian Edinburgh. Für den Viertligisten absolvierte er bis zum Jahr 2012 insgesamt 64 Ligaspiele und erzielte 25 Tore. Im August 2012 wurde der 19-jährige Boyle durch den Erstligisten FC Dundee verpflichtet. In seiner ersten Saison in Dundee stieg er mit der Mannschaft in die zweite Liga ab, er wurde allerdings für die Dauer der Rückrunde wieder nach Montrose verliehen. Im Jahr darauf gelang der direkte Wiederaufstieg. Im Juni 2015 unterschrieb Boyle einen Vertrag bei Hibernian Edinburgh, nachdem er dorthin von Januar bis Mai 2015 verliehen worden war. Mit den „Hibs“ wurde er 2016 schottischer Pokalsieger und ein Jahr später erneut Zweitligameister. Nach 265 Pflichtspielen mit 63 Treffern wechselte Boyle im Januar 2022 für eine nicht genannte siebenstellige Ablösesumme weiter zum al-Faisaly FC in die Saudi Professional League. Für den Verein, der am Ende der Saison 2021/22 abstieg, erzielte Boyle in 13 Spielen drei Tore. Im August 2022 gab sein vorheriger Verein aus Edinburgh bekannt, dass mit Al-Faisaly eine Einigung erzielt wurde, und Boyle zurück nach Schottland wechselt. Einen Tag nach seiner Verpflichtung erzielte er bei seinem zweiten Debüt für die „Hibs“ einen späten Ausgleichstreffer im Edinburgh Derby gegen Heart of Midlothian.

### Nationalmannschaft
Boyle wurde im schottischen Aberdeen geboren und erhielt im Jahr 2018 die australische Staatsbürgerschaft, da sein Vater in Sydney geboren wurde. Im November 2018 wurde der Stürmer dann erstmals in den Kader der australischen A-Nationalmannschaft berufen und debütierte beim 1:1-Unentschieden im Testspiel gegen Südkorea. Drei Tage später erzielte er gegen den Libanon (3:0) seine ersten beiden Treffer für die Auswahl.

## Erfolge
- Schottischer Pokalsieger: 2016
- Schottischer Zweitligameister: 2014, 2017